# Henrique Araújo
Henrique Pereira Araújo (Funchal, 2002. január 19. –) portugál korosztályos válogatott labdarúgó, a Watford játékosa kölcsönben a Benfica csapatától.

## Pályafutása

### Klubcsapatokban
Az Andorinha, a Marítimo és a Benfica korosztályos csapataiban nevelkedett. Mielőtt a Benfica akadémiájára került próbajátékon vett részt a rivális Porto csapatánál. 2019. március 5-én profi szerződést kötött a Benfica B csapatával. 2020. október 4-én mutatkozott be az Estoril elleni bajnoki találkozón. 2022. február 2-án az első csapatban is bemutatkozott a Gil Vicente ellen 2–1-re elvesztett bajnoki mérkőzésen csereként. Március 11-én első bajnoki gólját szerezte meg a Vizela ellen. A 2021–22-es Ifjúsági Ligában mesterhármast szerzett a RB Salzburg elleni döntőben, amit 6–0-ra megnyertek. Május 13-án a Paços de Ferreira elleni bajnoki mérkőzésen két gólt szerzett. Szeptember 5-én meghosszabbította szerződését a klubbal 2027 nyaráig, kivásárlási árát 100 millió euróra tették. November 2-án bemutatkozott az UEFA-bajnokok ligája csoportkörében az izraeli Makkabi Haifa ellen és a 88. percben megszerezte első gólját a kupában a 6–1-re megnyert mérkőzésen. 2023. január 23-án az angol Watford csapatába került kölcsönbe.

### A válogatottban
Többszörös korosztályos válogatott.

## Statisztika
2023. január 24-i állapotnak megfelelően.
| Klub              | Szezon          | Bajnokság    | Bajnokság | Bajnokság | Kupa | Kupa  | Ligakupa | Ligakupa | Nemzetközi | Nemzetközi | Egyéb | Egyéb | Összesen | Összesen |
| Klub              | Szezon          | Division     | Apps      | Goals     | Apps | Goals | Apps     | Goals    | Apps       | Goals      | Apps  | Goals | Apps     | Goals    |
| ----------------- | --------------- | ------------ | --------- | --------- | ---- | ----- | -------- | -------- | ---------- | ---------- | ----- | ----- | -------- | -------- |
| Benfica B         |                 |              |           |           |      |       |          |          |            |            |       |       |          |          |
| 2020–21           | Liga Portugal 2 | 28           | 11        | —         | —    | —     | —        | —        | —          | —          | —     | 28    | 11       |          |
| 2021–22           | Liga Portugal 2 | 26           | 14        | —         | —    | —     | —        | —        | —          | —          | —     | 26    | 14       |          |
| 2022–23           | Liga Portugal 2 | 6            | 4         | —         | —    | —     | —        | —        | —          | —          | —     | 6     | 4        |          |
| Összesen          | Összesen        | 60           | 29        | —         | —    | —     | —        | —        | —          | —          | —     | 60    | 29       |          |
| Benfica           |                 |              |           |           |      |       |          |          |            |            |       |       |          |          |
| 2021–22           | Primeira Liga   | 5            | 3         | —         | —    | 1     | 0        | —        | —          | —          | —     | 6     | 3        |          |
| 2022–23           | Primeira Liga   | 5            | 0         | 2         | 0    | 2     | 0        | 5        | 2          | —          | —     | 14    | 2        |          |
| Összesen          | Összesen        | 10           | 3         | 2         | 0    | 3     | 0        | 5        | 2          | —          | —     | 20    | 5        |          |
| Watford (kölcsön) | 2022–23         | Championship | 0         | 0         | —    | —     | —        | —        | —          | —          | —     | —     | 0        | 0        |
| Összesen          | Összesen        | Összesen     | 70        | 32        | 2    | 0     | 3        | 0        | 5          | 2          | —     | —     | 75       | 34       |

1. ↑  Mérkőzése(i) a Bajnokok Ligájában

## Sikerei, díjai
- Benfica U19
  - UEFA Ifjúsági Liga: 2021–22[14]

## Külső hivatkozások
- Henrique Araújo adatlapja a Transfermarkt oldalon (angolul)
- Henrique Araújo adatlapja a Soccerway oldalon (angolul)